# Bataille de Kanghil
Guerre de Crimée
Batailles
- Isaccea (10-1853)
- Oltenița (11-1853)
- Pitsounda (11-1853)
- Sinope (11-1853)
- Cetate (12-1853)
- Silistra (04-1854)
- Kurekdere (08-1854)
- Bomarsund (08-1854)
- Petropavlovsk (08-1854)
- Alma (09-1854)
- Sébastopol (10-1854)
- Balaklava (10-1854)
- Inkerman (11-1854)
- Eupatoria (02-1855)
- Taganrog (05-1855)
- Kars (07-1855)
- Tchernaïa (08-1855)
- Malakoff (09-1855)
- Kanghil (09-1855)
- Kinbourn (10-1855)

La bataille de Kanghil est une bataille qui eut lieu  pendant la guerre de Crimée le 29 septembre 1855 entre la Russie et une coalition de troupes françaises et ottomanes.

## Situation
Après la prise de Sébastopol, le comte Kocielsky (Séfer-pacha), chef d’état-major du généralissime turc Omer Pacha, propose de réunir des forces françaises aux divisions ottomanes qui occupaient Eupatoria, et d’établir dans cette place une base d’opérations pour inquiéter les communications et la retraite de l’armée russe sur Perekop.
En conséquence, le 14 septembre, le général d’Allonville reçut l’ordre d'embarquer sa division pour Eupatoria où le commandement supérieur des forces alliées lui serait dévolu, et par conséquent la direction générale de toutes les opérations.
Le 20, la division débarque et le général d’Allonville prend le commandement d'un corps ottoman affaibli par le typhus et le scorbut.

## Forces en présence

### France
- 1 division de cavalerie : général d'Allonville
  - 1 brigade de cavalerie : général de Champéron
    - 6e Régiment de dragons : colonel Ressayre
    - 7e Régiment de dragons : colonel Duhesme

  - 1 brigade de cavalerie : général Walsin d’Esterhazy
    - 4e Régiment de hussards : colonel Simon de la Mortière
    - 1 batterie d'artillerie de six pièces à cheval : capitaine Armand

### Empire ottoman
- 1 corps d'armée : muchir Ahmed-pacha
  - 1 division d'infanterie turque
  - 1 division d'infanterie égyptienne
  - 1 division de cavalerie turque
  - 30 pièces d'artillerie

### Empire russe
- 1 division : général Korff (ru)
  - infanterie
  - dragons
  - cosaques
  - grenadiers
  - Régiment de uhlans d'Elizavetgrad (ru)
  - 8 pièces d'artillerie

## Déroulement
Pour harceler et inquiéter les Russes, il est décidé d'une importante reconnaissance jusqu’à un village situé entre le lac Sassyk (ru) et le lac Touzla (ru) à 28 km d'Eupatoria où stationnerait une division russe. Le village avait été évacué et après quelques escarmouches avec des uhlans, les troupes rentrent au camp.
Une seconde reconnaissance est effectuée le 29 septembre avec trois colonnes : Sur la droite, l’infanterie égyptienne avec son artillerie, suivant la langue de terre entre le lac Sassyk et la mer, sur la gauche, une seconde colonne, commandée par le muchir, se dirigeait vers le nord-est en passant par les villages Oraz, Altchin et Tioumen (ru) et, sur la route de Pérékop, la troisième colonne, que commandait personnellement le général d’Allonville, avec douze escadrons français, une batterie d’artillerie et quatre bataillons égyptiens, des bachi-bouzouks en éclaireurs.
À la hauteur de Djoltchak (ru) vers dix heures du matin, lieu de rendez-vous où la colonne du général d’Allonville doit faire jonction avec celle commandée par le muchir Ahmed Pacha, les escadrons russes étaient formés en bataille ; mais apercevant la colonne du muchir, ils disparaissent laissant au loin quelques tirailleurs. Ainsi, le gros de cavalerie russe qui manœuvrait depuis le matin sur la droite de la colonne se trouve abandonné et engagé entre les troupes alliées et le lac. Le général d’Allonville, en se portant rapidement par un mouvement de flanc sur la ligne, peut envelopper l’ennemi bloqué vers les anses de Kanghil et d’Orta-Mamaï. Ce petit corps, composé de 8 escadrons de uhlans, de 3 sotnias de Cosaques et de 8 pièces de canon, était commandé par le général Korff.
Après une demi-heure de course, le 4e hussards en tête, appuyé à distance par le 6e et le 7e dragons, arrive sur l’ennemi : six escadrons formant la ligne principale de bataille, le flanc gauche couvert par deux escadrons adossés au village, en arrière, les huit pièces de canons et les Cosaques, en tirailleurs, en avant du front des trois escadrons de droite établis sur un plateau assez élevé.
Sur la pente de Kanghil, l’artillerie russe tire à mitraille sur la colonne d’attaque ; les artilleurs sont sabrés sur leurs pièces par deux escadrons et les russes sont culbutés par la charge. Les cavaliers russes abandonnent le terrain, mais en supériorité numérique, se rallient et reviennent deux fois à la charge, parvenant à reprendre trois de leurs pièces. Le 6e dragons, passé en première ligne, passe à l'attaque et les escadrons ennemis tournent aussitôt bride poursuivis par les dragons. Un sixième canon est pris, mais la nature du terrain coupé de nombreux ravins et la fatigue des chevaux empêchent une plus longue poursuite. Le signal de la retraite est donné par le général d’Allonville, retraite soutenue par le 7e dragons maintenu jusque-là en bon ordre.
À sept heures, les troupes rentraient à Eupatoria, ramenant avec elle 170 prisonniers, dont 2 officiers, 6 pièces de canon, 12 caissons d’artillerie, 1 forge de campagne et 250 chevaux.

## Décoration
- KANGHIL 1855 est inscrit sur le drapeau des régiments cités lors de cette bataille.